# Новогригоровка (Казанковский район)
Новогриго́ровка (укр. Новогригорівка) — село в Казанковском районе Николаевской области Украины.
Основано в 1889 году. Население по переписи 2001 года составляло 217 человек. Почтовый индекс — 56032. Телефонный код — 5164. Занимает площадь 0,102 км².

## Местный совет
56032, Николаевская область, Казанковский р-н, с. Новофёдоровка, ул. Мира, 40